# Kloster Banz

Kloster Banz

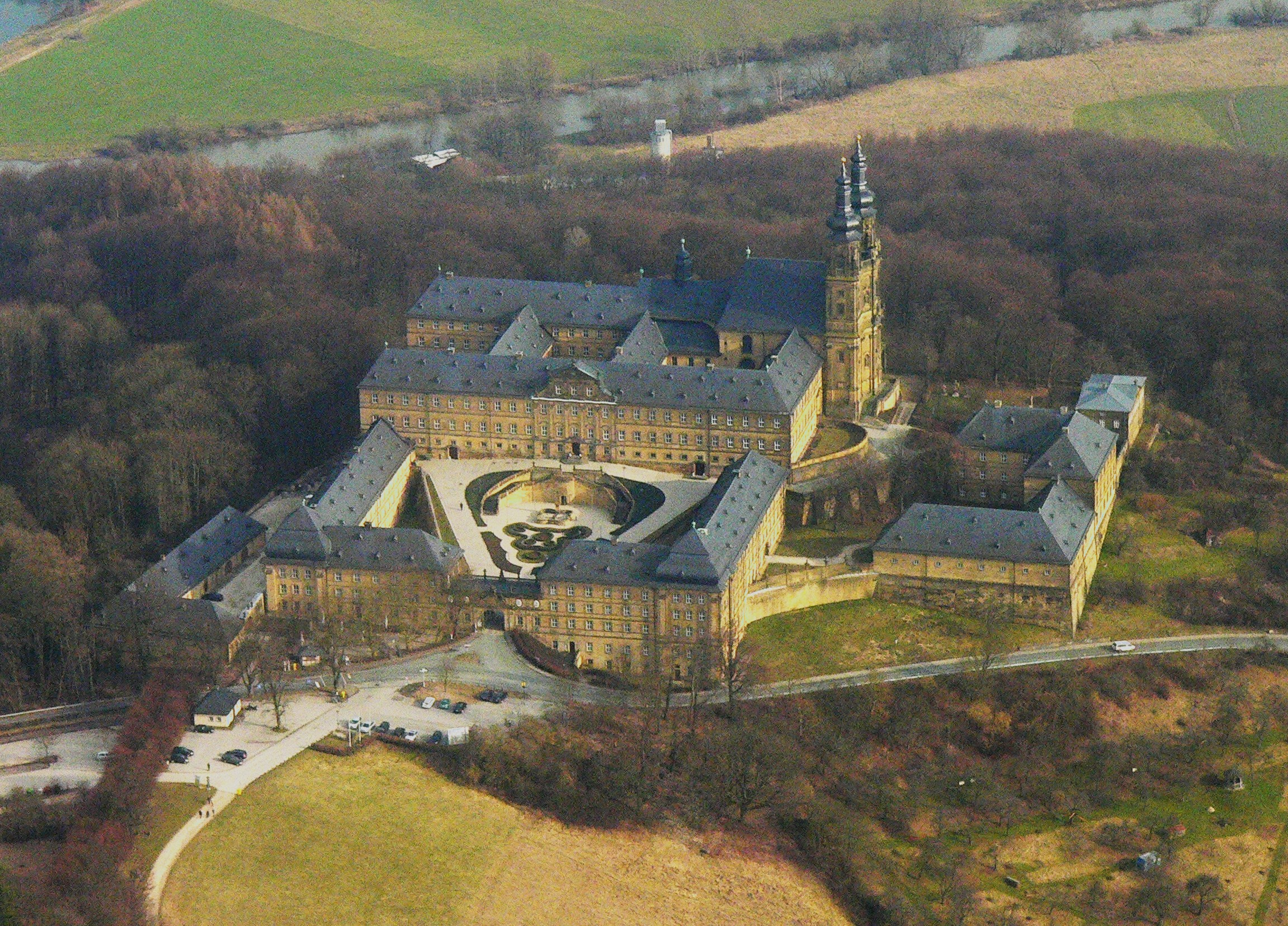
Westansicht

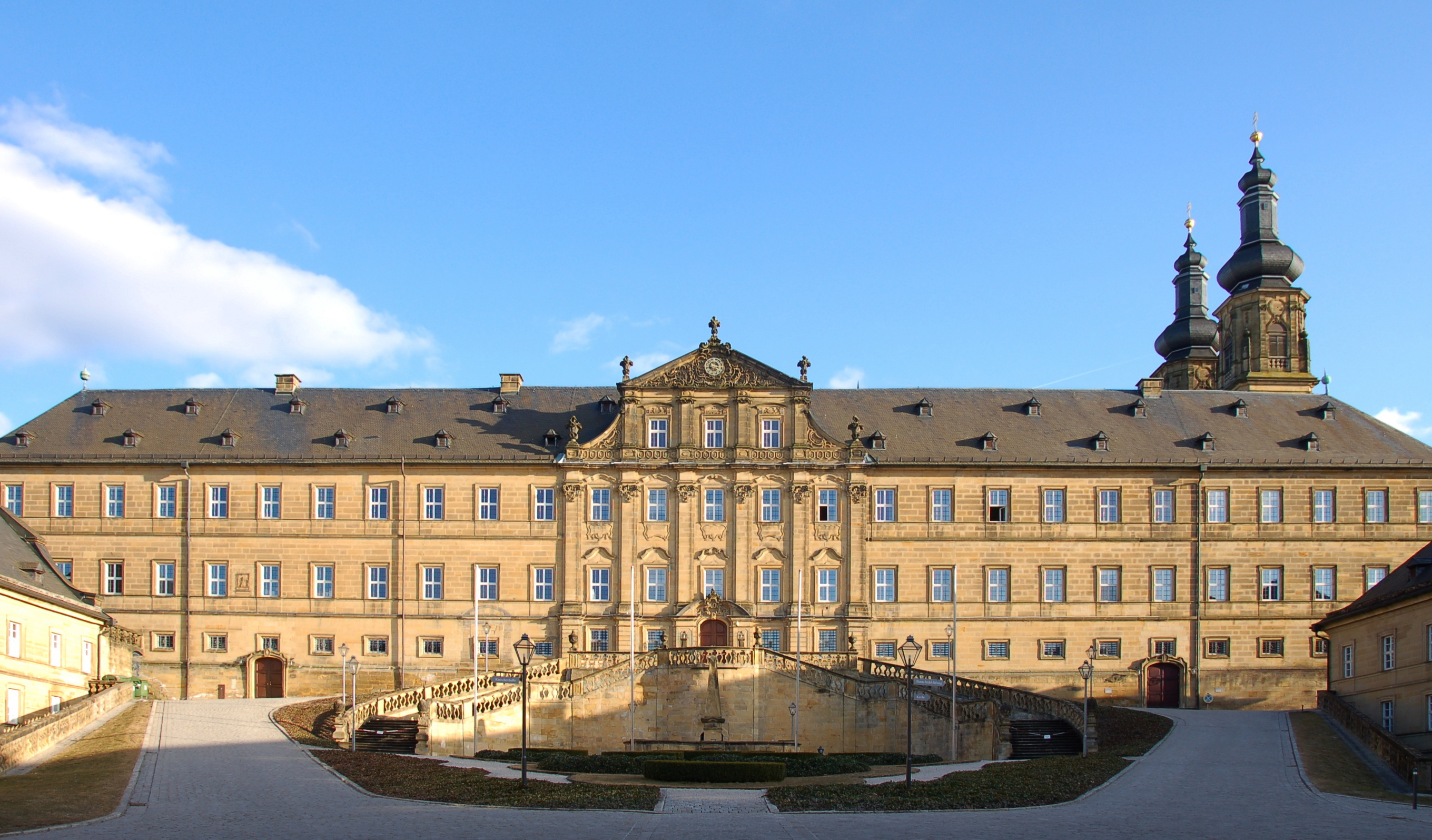
Hauptgebäude

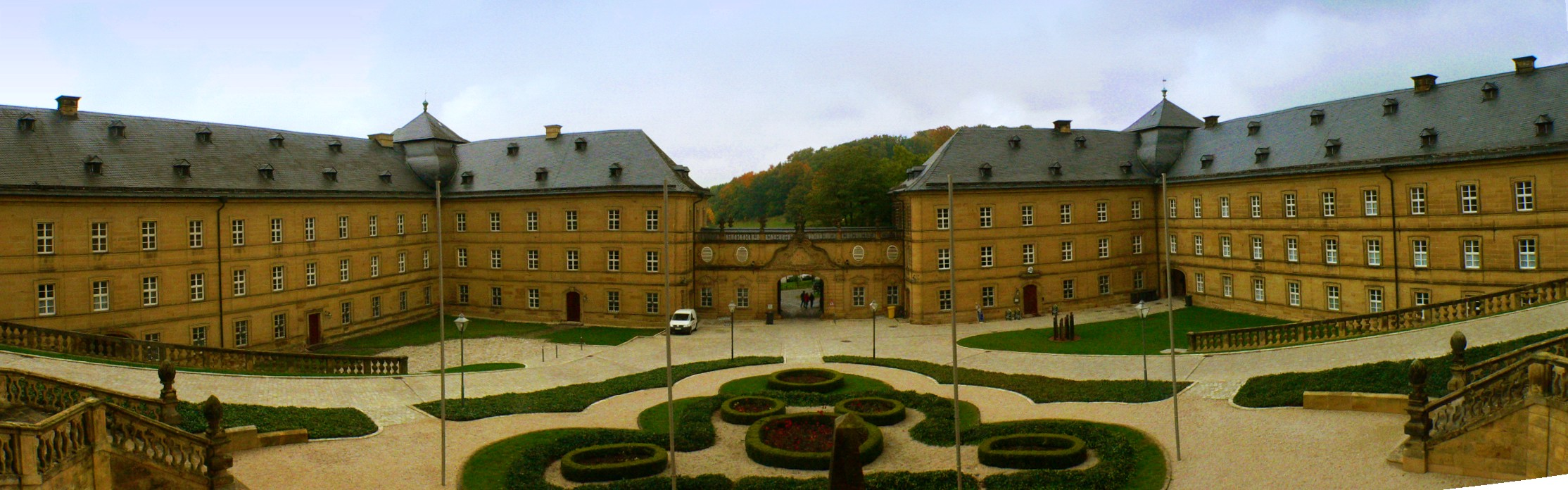
Innenhof-Panorama mit Eingang

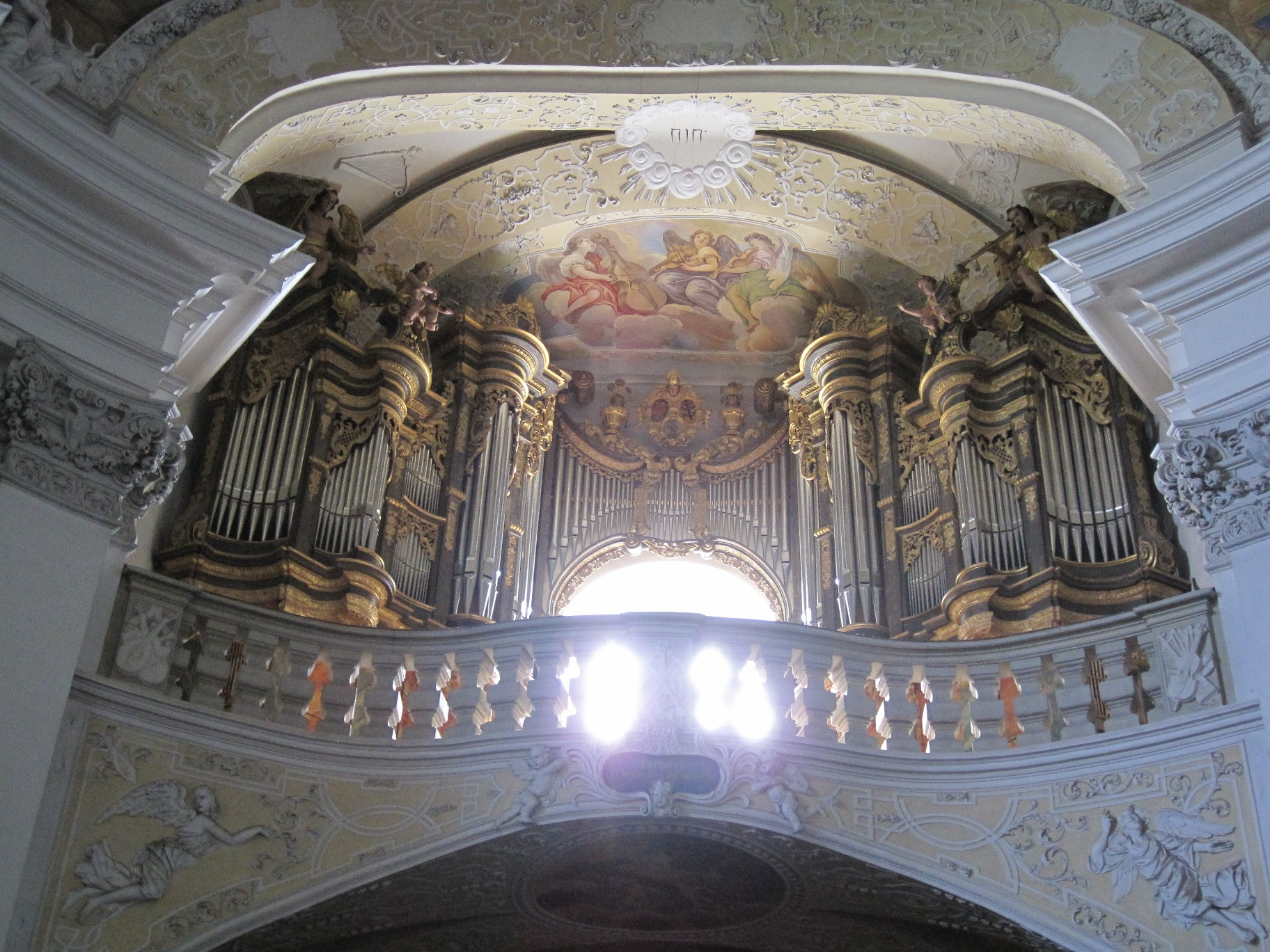
Die Woehl-Orgel

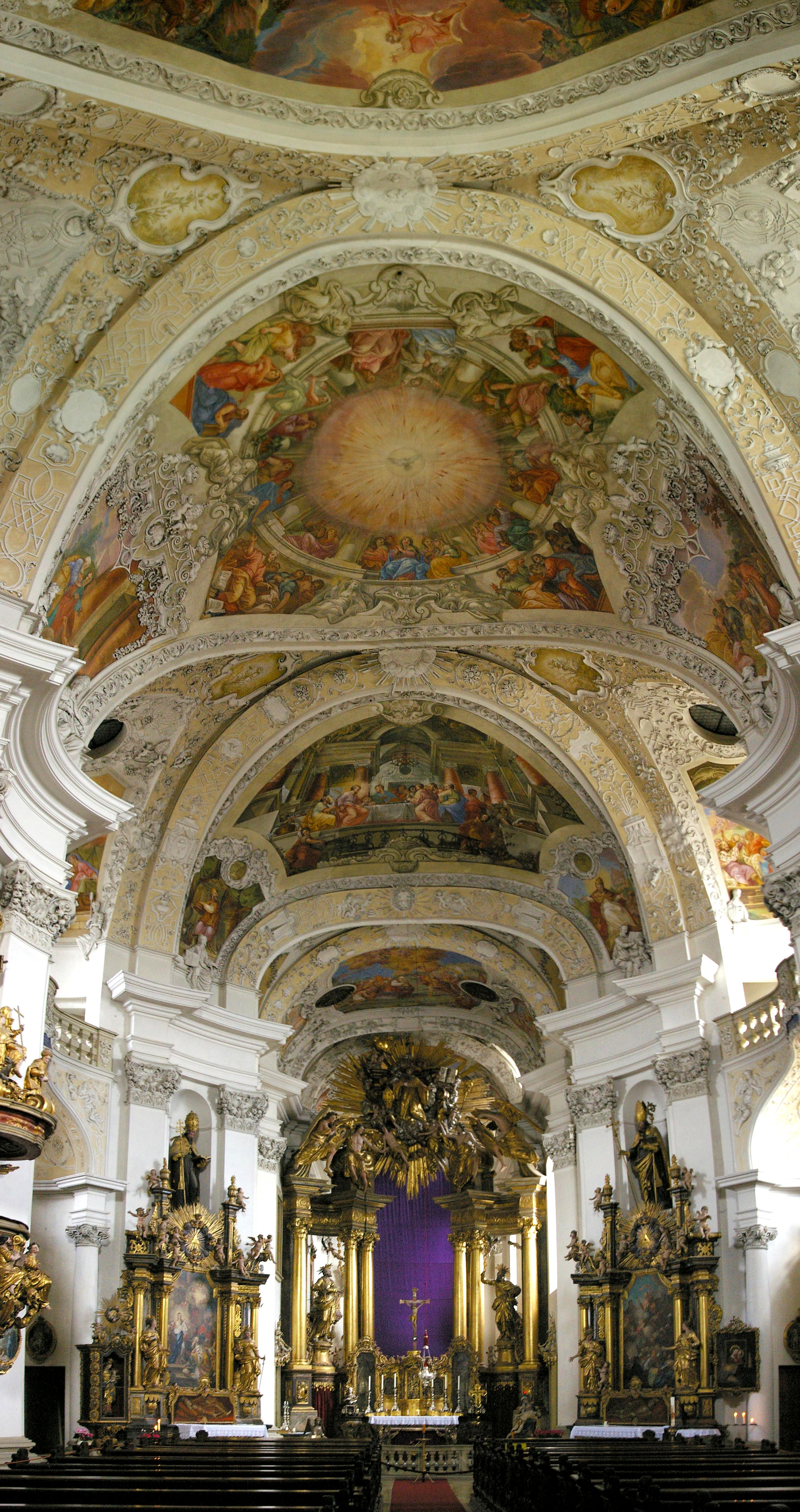
Vertikalpanorama des Innenraums der Klosterkirche

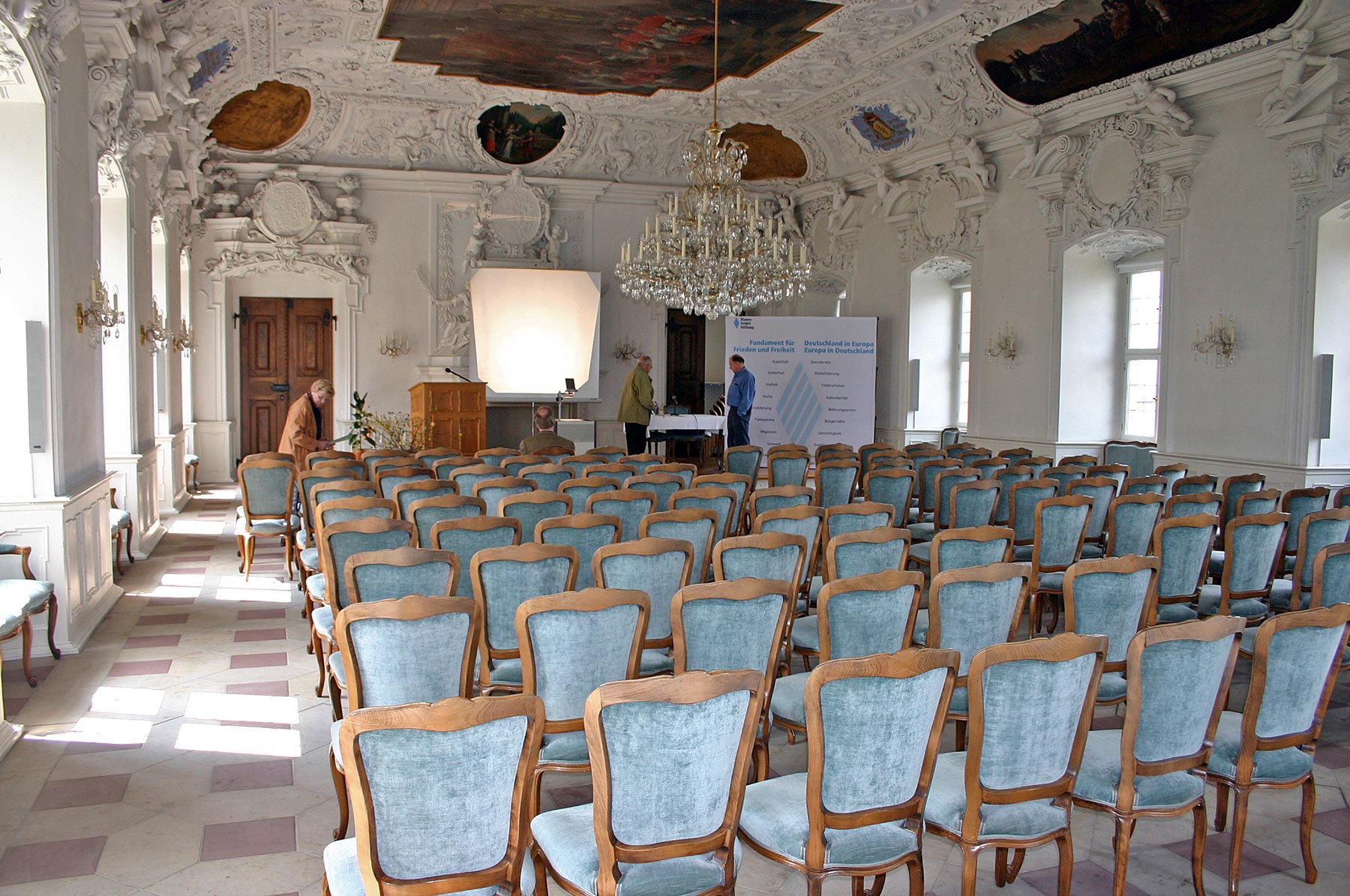
Kaisersaal

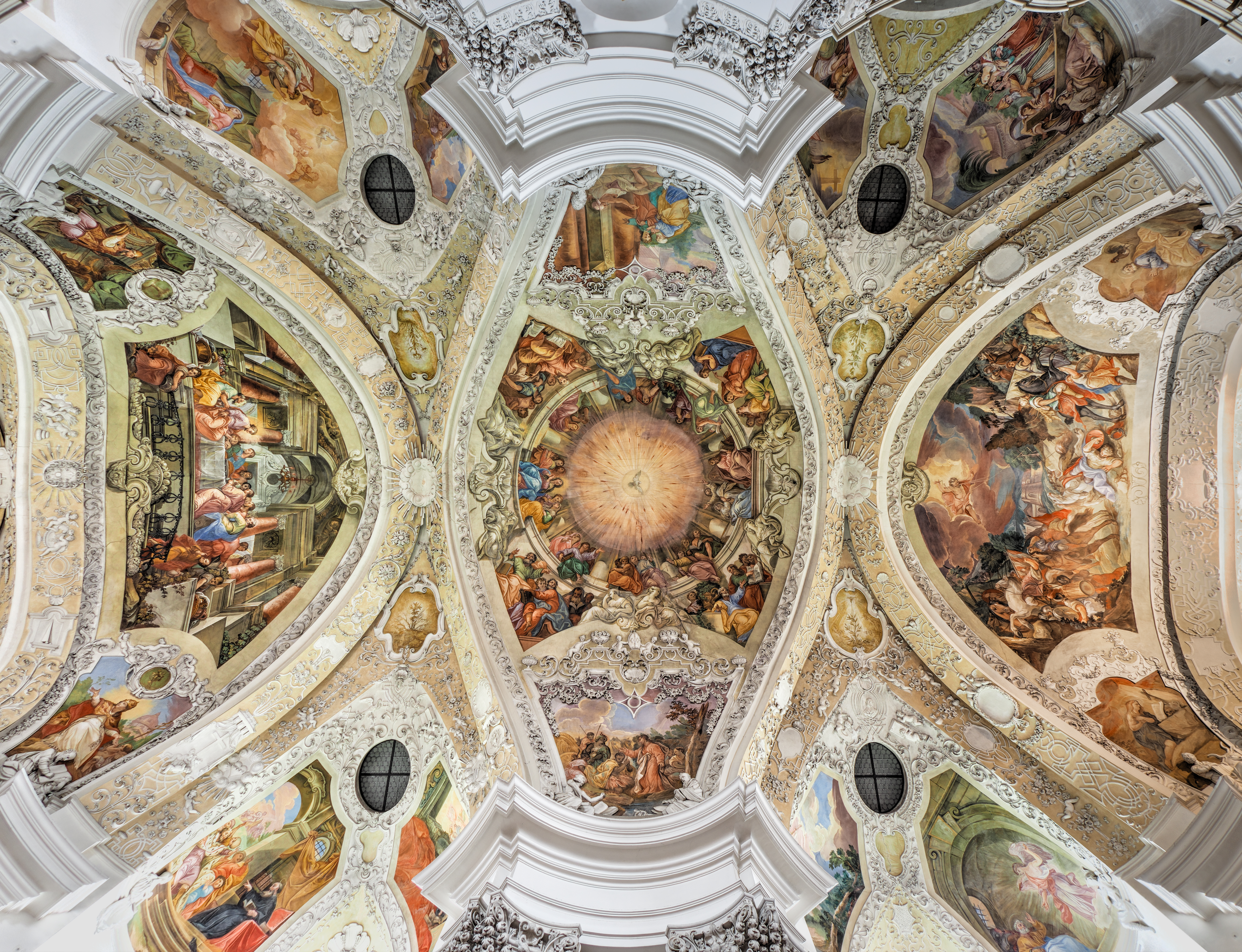
Deckenansicht Klosterkirche

Kloster Banz ist eine ehemalige Benediktinerabtei nördlich von Bamberg und ein Gemeindeteil der Stadt Bad Staffelstein. Das Kloster gehört zum Ensemble des „Gottesgartens“ im Obermainland. Es befindet sich seit 1978 im Besitz der CSU-nahen Hanns-Seidel-Stiftung und dient als Tagungsstätte.

## Geschichte
Die um 1070 von Gräfin Alberada von Schweinfurt und ihrem Mann, dem Grafen Hermann von Habsberg-Kastl, auf der Burgstelle der ehemaligen Burg Banz gegründete Benediktiner-Abtei war bis zur Säkularisation (Eröffnung am 18. November 1802, Abschluss am 24. Oktober 1803) das älteste Kloster am Obermain. Zum Besitz des Klosters gehörte im Mittelalter die benachbarte Burg Stachilize, die ihm 1127 auf Bitten des Abtes Baldewin von Bischof Otto von Bamberg zugesprochen worden war.
In den Jahren von 1565 bis 1568 gab es Auseinandersetzungen zwischen dem Herzog von Sachsen und den Bischöfen von Würzburg und Bamberg um das Kloster, das dabei von Bewaffneten besetzt wurde. 1568 kaufte sich das Kloster mit seinen 27 Ortschaften (überwiegend in Sachsen-Coburg, siehe Amt Banz) aus dem Coburger Schutz frei, bereits 1566 hatte das Hochstift Würzburg in einem Vergleich die Oberhoheit des Hochstifts Bamberg anerkannt. Kirchlich gehörte das Kloster hingegen zur Diözese Würzburg. Die Auseinandersetzung gipfelte 1568 im Auszug des gesamten Konvents und des Abts Georg von Henneberg, die alle zum Protestantismus übertraten. Erst sieben Jahre später wurde Banz auf Wunsch des Würzburger Bischofs erneut besiedelt, diesmal unter dem Abt Johann Burkhard, der bis 1598 amtierte. Mit der Neubesiedlung wurde die Regel, dass nur Adlige als Mönche in den Konvent aufgenommen werden konnten, abgeschafft und in ihr Gegenteil verkehrt.
Nach dem Dreißigjährigen Krieg musste das Kloster neu gebaut werden. Die Äbte Eucharius Weiner und Kilian Düring beauftragten Leonhard Dientzenhofer und nach dessen Tod 1707 seinen Bruder Johann. Die Bauarbeiten begannen 1698. 1719 wurde die Kirche konsekriert. Während die auf der anderen Mainseite gelegene Wallfahrtskirche Vierzehnheiligen (erbaut 1743–1772, im Wesentlichen durch Balthasar Neumann) ein Rokoko-Bauwerk höchsten Grades ist, handelt es sich bei der Dientzenhofer’schen Abteikirche von Banz um ein Musterbeispiel des süddeutsch-böhmischen Barocks zu Beginn des Jahrhunderts.
In der zweiten Hälfte des 18. Jahrhunderts genoss die Abtei Banz als Stätte der katholischen Aufklärung und wegen ihrer gelehrten Mönche reichsweiten Ruf. Wie zahlreiche Klöster verfügte auch dieses über einen Kaisersaal.
Die Säkularisation begann am 28. November 1802. Im Jahr 1803 übernahm das Kurfürstentum Bayern die Klosterverwaltung. Gebäude wurden teilweise verkauft und abgerissen, die Abteikirche wurde Pfarrkirche. Die Säkularisation galt am 24. Oktober 1803 offiziell als abgeschlossen. Das Amt Banz, der Besitz des Klosters, wurde in das Landgericht Banz umgewandelt.
1814 erwarb Herzog Wilhelm in Bayern die ehemalige Klosteranlage, die in der Folge als „Schloss Banz“ bezeichnet wurde und Sommerresidenz war. Herzog Wilhelm hatte unter anderem den König von Bayern oder die Zarin von Russland zu Gast. Die Wohnräume erhielten eine neue Ausstattung. Die Klostergruft unter der Abteikirche diente bis 1883 als Grablege der herzoglichen Familie.
Nach dem Ende des Ersten Weltkrieges verpachteten die Wittelsbacher das Anwesen an die Trappisten, die aus der elsässischen Abtei Oelenberg vertrieben worden waren und 1925 nach Engelszell übersiedelten.
1933 erwarb die Gemeinschaft von den heiligen Engeln, die sich der Seelsorge bei den katholischen Auslandsdeutschen widmete, für eine symbolische Reichsmark die einstige Klosteranlage von Ludwig Wilhelm Herzog in Bayern, während die Ländereien in wittelsbachischem Besitz blieben. Ab 1941 wurde in den Gewölbekellern Kunst- und Kulturgut eingelagert. Zwischen 1942 und 1945 nutzte die Wehrmacht Teile des Schlosses als Reservelazarett. Banz diente ab Sommer 1944 als Wohnsitz von Kurt von Behr, der im Einsatzstab Reichsleiter Rosenberg tätig war. Er ließ zahlreiche Kunstschätze im untersten Keller des Südflügels des Schlosses deponieren. Nach dem Ende des Zweiten Weltkrieges wurde ein großer Teil des Klosters als Altersheim der Caritas für Flüchtlinge und Vertriebene eingerichtet. Träger dieses Altersheimes waren die Schulschwestern von Unserer Lieben Frau (Böhmen). 1950 zählte Banz 324 Einwohner. Die Caritas schloss das Altersheim im Jahr 1964.
1978 überließ die Gemeinschaft von den Heiligen Engeln das einstige Kloster der CSU-nahen Hanns-Seidel-Stiftung als Schenkung. Seitdem dient es der Stiftung als Tagungsstätte. Die örtliche Kirchengemeinde übernahm die Abteikirche.
Von 1987 bis 2016 fand jährlich das zweitägige Musikfestival Songs an einem Sommerabend auf den Klosterwiesen statt. Seit 2017 findet stattdessen das Festival Lieder auf Banz statt.
Durch die Eheschließung von Sophie in Bayern mit dem Erbprinzen Alois von Liechtenstein 1993 gelangten die Ländereien in das Eigentum des Hauses Liechtenstein.

## Zitat aus einem Reiseführer des frühen 20. Jahrhunderts
In seinem Reiseführer über Bamberg und Umgebung aus der Zeit um das Jahr 1912 beschreibt der Verfasser Dietrich Amende auch Kloster Banz:

„Scheffel hat den ganzen Zauber dieses begnadeten Erdenfleckes im „Mönch von Banth“ geschildert. Wie Bruder Nikodemus im Anblick der holden Wunder der fränkischen Landschaft von Hypochondrie und Melancholie genas, so sprechen mit ihm auch heute die vielen Tausende, welche die Banzhöhe als Jungbrunnen nach des Alltags Müh’ und Ärger aufsuchen…
Jedoch nicht allein die herrliche Lage in „buchenumfriedeter Einsamkeit“ und die wundervolle Aussicht – die man am schönsten von der Schloßterrasse genießt – stempeln Banz zu einer Sehenswürdigkeit ersten Ranges. Die weitläufigen Anlagen des ehemaligen Benediktinerklosters, das sich jetzt im Besitz der bayer. Herzogsfamilie befindet, sind auch architektonisch überaus bemerkenswert; sind sie doch von den berühmten fränkischen Baumeistern Leonhard Dientzenhofer und Balthasar Neumann errichtet. Nach Neumanns Entwürfen sind die den Schlosshof einfassenden Wirtschafts- und Verwaltungsgebäude 1752 ausgeführt worden. Man beachte die hübsche Rokokoornamentik des Einfahrtstores. Der mächtige Hauptbau ist das 1698–1704 errichtete Werk Leonhard Dientzenhofers, des Erbauers der Bamberger Residenz.“

## Abteikirche
Die Klosterkirche von Banz trägt das Patrozinium St. Dionysius und St. Petrus. Die berühmte Kirche, deren Grundstein 1710 gelegt wurde, ist schon durch die geschickte Ausnutzung der landschaftlichen Lage und durch die Gestaltung des Außenbaus mit einer hochragenden Doppelturmfassade von weitem als Meisterwerk zu erkennen. Wie das Benediktinerstift Melk das Donautal, so beherrscht in entsprechend kleinerem Maßstab Banz das Obermaintal.
Die besondere Bedeutung der 1719 konsekrierten Klosterkirche liegt in der Raumgestaltung durch Johann Dientzenhofer, der in genialer Weise räumliche Gegebenheiten und Begrenzungen aufgriff. Obwohl die Kirche nicht übermäßig groß ist, glänzt sie durch ihre besondere Raumwirkung. Der Innenraum ist nicht eckig, sondern mit vielen „geschaukelten“ Ellipsen gestaltet.
Im Inneren der Klosterkirche St. Dionysius und St. Petrus hat Dientzenhofer durch die kurvierten und durch Kapellen unterbrochenen Wandflächen und insbesondere durch die Gewölbebildung einen Raumeindruck geschaffen, den Richard Teufel wie folgt geschildert hat:

„Der Innenraum, der sich dem Eingetretenen dunkel unter der Orgelempore auftut, führt zwischen mächtigen Pfeilern, unter lebhaft bewegtem Gewölbe, in lichte Tiefe. Kuppeln scheinen sich zu reihen, Wände bauschen sich nach außen, Balkone dringen gegenläufig nach innen, Gurte steigen schräg ins Gewölbe hinein. Unter der ‚Hauptkuppel‘ ist geheimnisvoll der Mittelpunkt des Raumes, um den sich alle Teile ordnen, auf den sie bezogen sind; vier Kapellennischen empfangen den Strom, geben ihm Sinn und Weisung zum Hochaltar, durch dessen Triumphsäulen hindurch er weiterschwingt in den Mönchschor hinein.“

Der Hauptaltar, die Kanzel sowie die Heiligenstatuen in der Kirche und an der Fassade sind im Jahr 1721 geschaffene Werke von Balthasar Esterbauer; die Deckenfresken stammen von Melchior Steidl. Der Hochaltar, der, ohne Altarblatt, den Blick freigibt auf das Blatt des Choraltars, geht sicherlich auf eine Idee Dientzenhofers zurück. Das Chorgestühl mit reichen Intarsienfeldern wurde vom Schönbornschen Hofschreiner und Ebenisten Johann Georg Neßtfell geschaffen.
Die ursprünglich vorhandenen drei Orgeln, die Hauptorgel der Westempore, die Chororgel auf der linken Seite des Mönchschors und die Winterchororgel in dem nördlich an den Mönchschor im Obergeschoss angrenzenden kleinen Winterchor, der zu einem Museumsraum der Pfarrgemeinde umgebaut wird, sind Werke des Würzburger Hoforgelmachers Johann Philipp Seuffert. Heute befindet sich ein transloziertes Werk Seufferts aus dem abgebrochenen Münster des Klosters Grafschaft auf der Westempore, eingebaut und zu etwa einem Viertel ergänzt von Gerald Woehl, Marburg. Die Winterchororgel steht, durch Sanierungen des 20. Jahrhunderts in ihrer historischen Substanz wesentlich verändert, in der Filialkirche St. Katharina in Oberküps, Gemeinde Ebensfeld. Die Chororgel (Sommerchororgel) hatte noch bis 1945 in der Ebersdorfer Laurentiuskirche gedient und fiel dann einem Kirchenbrand zum Opfer. Die heutige Orgel über dem Mönchschor, im Winter jeweils in der Krypta in Gottesdiensten benützt, baute Thomas Eichfelder, Bamberg.
Die Kirche besitzt ein fünfstimmiges Bronzegeläute in Schlagtonfolge d1 e1 g1 a1 c2.

## Museum Kloster Banz (MKB)
Westlich vom Torbau befindet sich der Consulentenbau. Dieser beherbergt seit 1987 das Museum Kloster Banz, das sich in drei Sammlungsbereiche gliedert. Die Historische Sammlung dokumentiert als Prolog die wechselvolle Geschichte der Einrichtung, beginnend im 17. Jahrhundert, bis zur heutigen Nutzung der Klosteranlage als Bildungszentrum der Hanns-Seidel-Stiftung. Die Petrefaktensammlung (Fossiliensammlung) gehört zu einer der ältesten paläontologischen Ausstellungen in Bayern.
Die Sammlung wurde in den Jahren 1814 und 1857 vom Juristen Carl Theodori (1788–1857) und dem katholischen Geistlichen Augustin Andreas Geyer (1774–1837) in Schloss Banz konzipiert und wissenschaftlich kuratiert. Zahlreiche in der Gegend um Banz gefundene Fossilien, wie Ammoniten und Belemniten, Fischsaurier, Flugsaurier, Fische, Seelilien und Meereskrokodile, repräsentieren einen visuellen Querschnitt der Flora und Fauna im Meer der Jurazeit in Süddeutschland vor rund 200 Millionen Jahren. Eines der zentralen Ausstellungsobjekte bildet ein im Jahre 1842 bei Unnersdorf am Main gefundener 2,10 m langer Schädel eines Ichthyosauriers.
Diesem beeindruckenden Exponat widmete der deutsche Schriftsteller Joseph Victor von Scheffel (1826–1886) zwei Gedichte, in denen er seine Faszination dem Ausstellungsobjekt gegenüber 1859 in Worte auf Papier brachte: Den „Bericht vom Meerdrachen“ und „Der Ichthyosaurus“.
Herzog Max in Bayern (1808–1888) führte im Jahre 1838 eine mehrmonatige Reise in den Vorderen Orient durch, bei der er eine Vielzahl von Reiseandenken sammelte, die er nach Schloss Banz bringen ließ, um dort ein Kuriositätenkabinett im orientalischen Stil seiner Zeit einzurichten. Dieses einzigartige Ensemble ist heute als Orientalische Sammlung der Öffentlichkeit zugänglich. Die Ausstellung beinhaltet in ihrer historischen Konzeption neben archäologischen Objekten der altägyptisch-pharaonischen Kulturgeschichte naturwissenschaftliche Objekte aus Flora und Fauna. Ferner zeigt die Ausstellung ethnografische Objekte aus der Zeit des Osmanischen Reiches.
Die Dauerausstellungen werden von wechselnden Sonderausstellungen komplettiert. Thematisch verbindet das Museum Kloster Banz mit seinem objekt- und kulturübergreifenden Sammlungsbestand die Wissenschaften Archäologie, Ägyptologie, Ethnologie und Paläontologie.

## Bedeutende Benediktiner aus dem Kloster Banz
- Augustin Andreas Geyer, Fossiliensammler
- Jakob Andreas Schramm aus Bamberg, alias Pater Dominik Schramm, Kirchenrechtler, theologischer Schriftsteller
- Johann Baptist Schad aus Mürsbach, alias Pater Roman Schad
- Johann Valentin Rathgeber aus Oberelsbach, alias Pater Valentin Rathgeber, Barock-Komponist und Organist[7]
- Johann Baptist Roppelt, zeichnete eine Karte aller Klosterbesitzungen und Gerechtsamen[1]
- Kolumban Rösser (1736–1780), dozierte Philosophie, kam 1760 ans Kloster[1]
- Placidus Sprenger (1735–1806)[1]
- Othmar Frank (1770–1840), Indiologe und Hochschullehrer

### Äbte
- Egbert (1058–†1058), gleichzeitig Abt des Klosters Fulda[8]
- Konrad I. (1071)
- Balduin (1114–1139)
- Berthold (–†1149)
- Willcher (1149–)
- Marquard
- Wittegowe (zwischen 1182–1217)
- Adelbero oder Albert I.
- Dittmar (1217–1225)
- Hermann (1227–†1239)
- Otto I. von Ratzenburg (1240–†1252)
- Konrad II. (1253–†1272)
- Albert II. (1272–†1288)
- Heinreich I. von Sternberg (1288–1295)
- Walther (1295–†1316)
- Konrad III. von Redwitz oder Sternberg (–†1337)[8]
- Lambert (1338–†1348)
- Karl von Lichtenstein (1348–†1361)
- Eberhard I. (1361–†1375)
- Heinrich II. von Sternberg (1375–†1378)
- Ulrich von Plinzard (1379–1385)
- Konrad IV. von Redwitz (1385–†1393)
- Johann I. von Kunstadt (1393–†1397)
- Heinrich III. (1397–†1398)
- Johann II. (1398–†1403)
- Eberhard II. von Schaumberg (1403–†1404)
- Johann III. von Wallenfels (1404–†1410)
- Eberhard III. von Schaumberg (1411–†1434)
- Eberhard IV. von Lichtenstein (1434–1473)
- Tristram von Zuffras (1473–†1483)
- Heinrich IV. Groß von Trockau (1483–†1505)
- Johann IV. (Schütz von Hagenbach), (1505–†1529)
- Alexander von Rottenhan (1529–†1554)
- Georg I. Truchseß von Henneberg (1554–1568) †1598
- Heinrich V. von Jhestetten, genannt Schweizer (1574–†1575)
- Johannes V. Burckhardt (1575–†1598)
- Thomas Bach (1598–†1624)
- Kaspar Förkel (1624–†1635)
- Georg II. Heusler (1636–†1637)
- Jobst Weith (1638–†1647)
- Michael Stürzel (1648–†1664)[9]
- Otto de la Bourde (1664–1677)[8]
- Eucharius Weiner (1677–†1701)
- Kilian Döring (1701–†1720)
- Benedict Lurz (1720–†1731)
- Georg Stumm (1731–†1768)[8]
- Valerius Molitor (1768–†1792)[1][10]
- Otto III. Roppelt (1792–†1800)
- Gallus Dennerlein (1801–1803), letzter Abt[11][12]

Nach Heinrich Joachim Jaeck: Banz die ehemalige Benediktiner-Abtey und jetzige Herrschaft Sr. K. Hoheit des Herrn Herzogs Wilhelm von Baiern …

## Sonstiges
- Am Kloster Banz entlang läuft der Fränkische Marienweg.
- Kloster Banz ist der Austragungsort von Songs an einem Sommerabend (1987–2016) und Lieder auf Banz (seit 2017).